# Ленс (Нідерланди)
Ленс (нід. Leens, нід. вимова: [leːns]) — село в нідерландській провінції Гронінген. Входить до муніципалітету Гет-Гогеланд.
Його площа становить 35,58км², а населення станом на 2021 рік складало 1 985 осіб.
До 1990 року мало статус окремого муніципалітету.

## Галерея

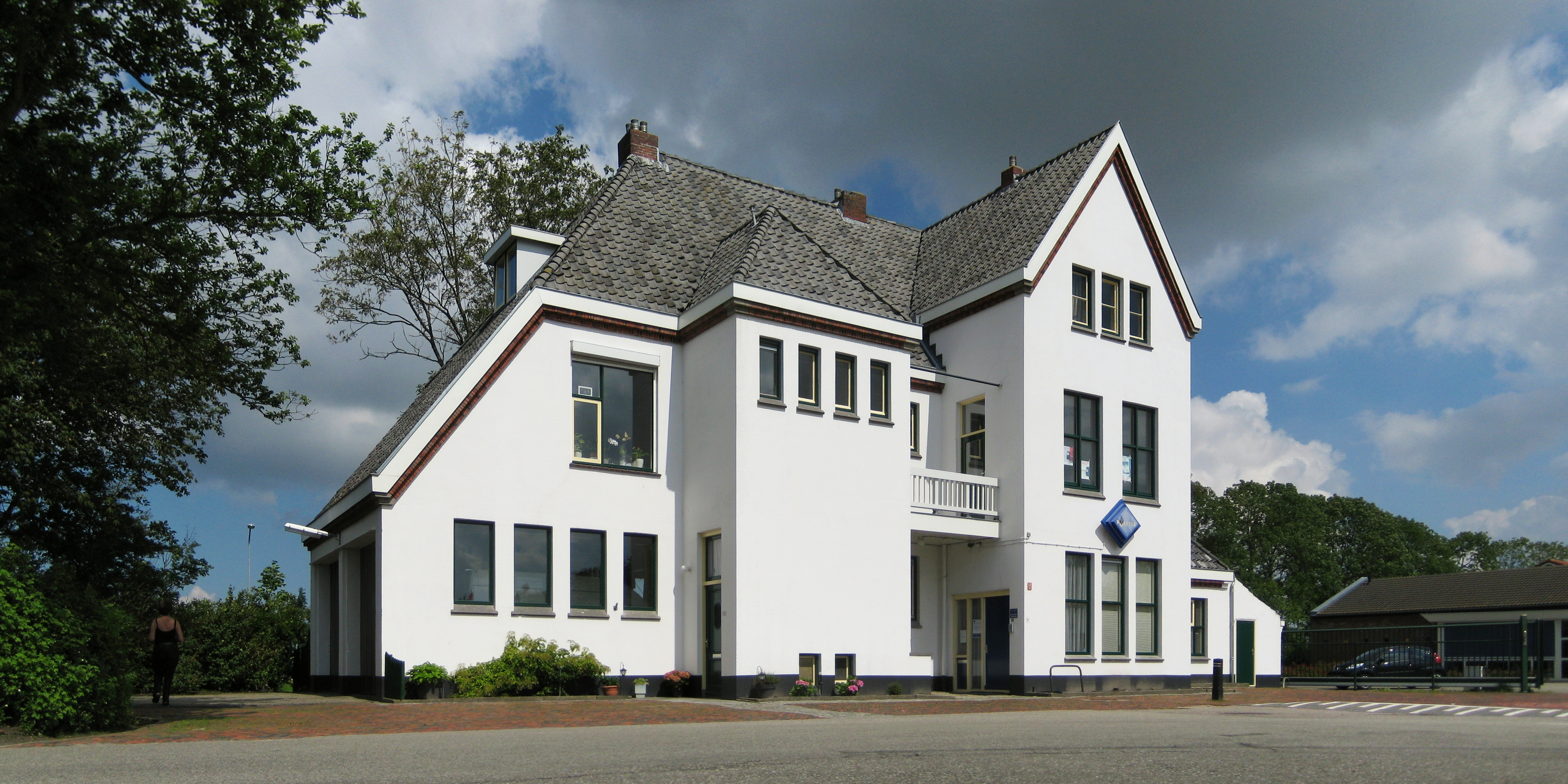
Колишня залізнична станція
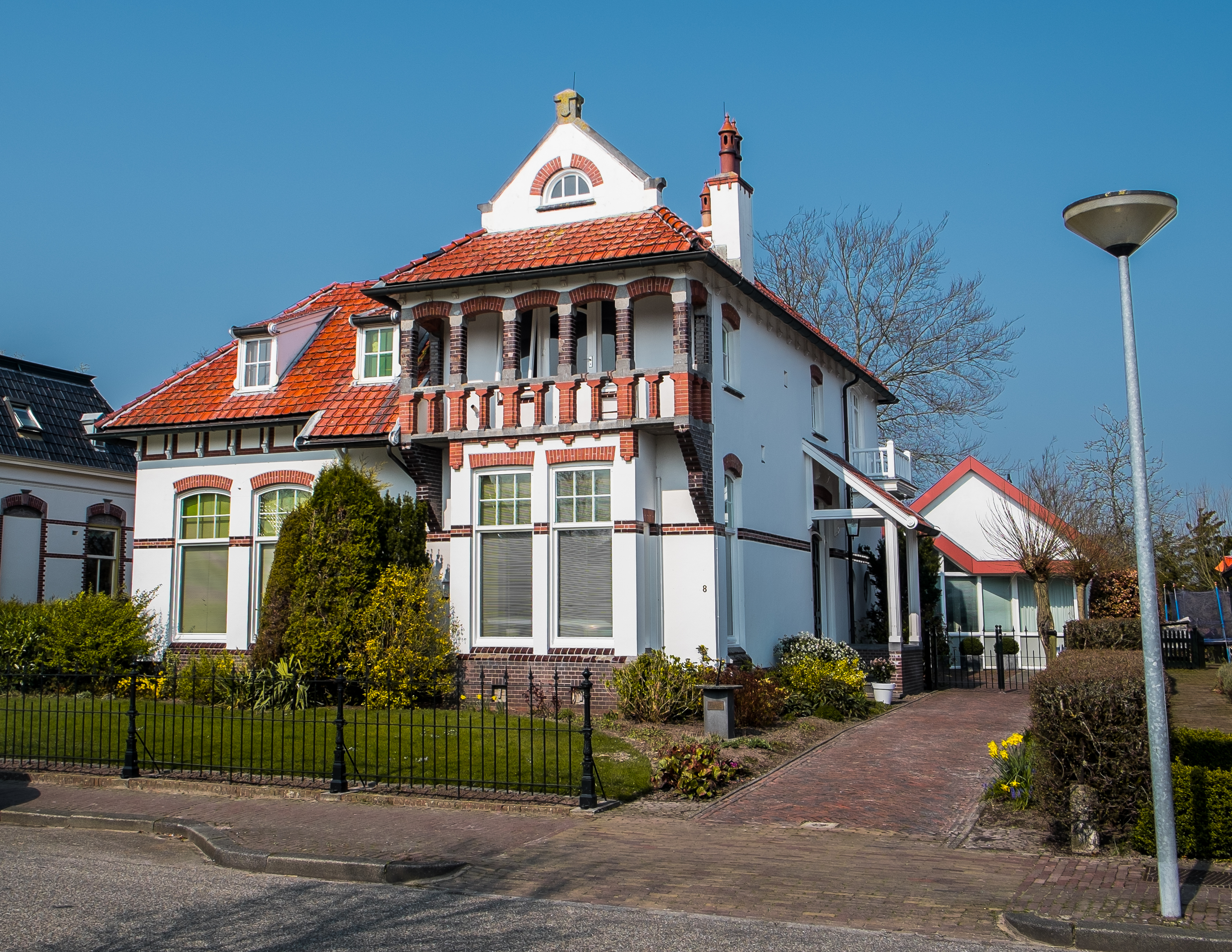
Вілла в Ленсі
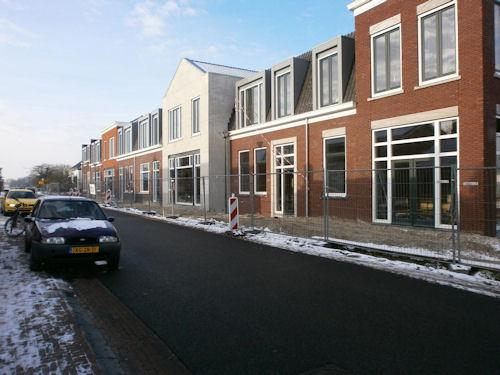
Нова забудова в селі
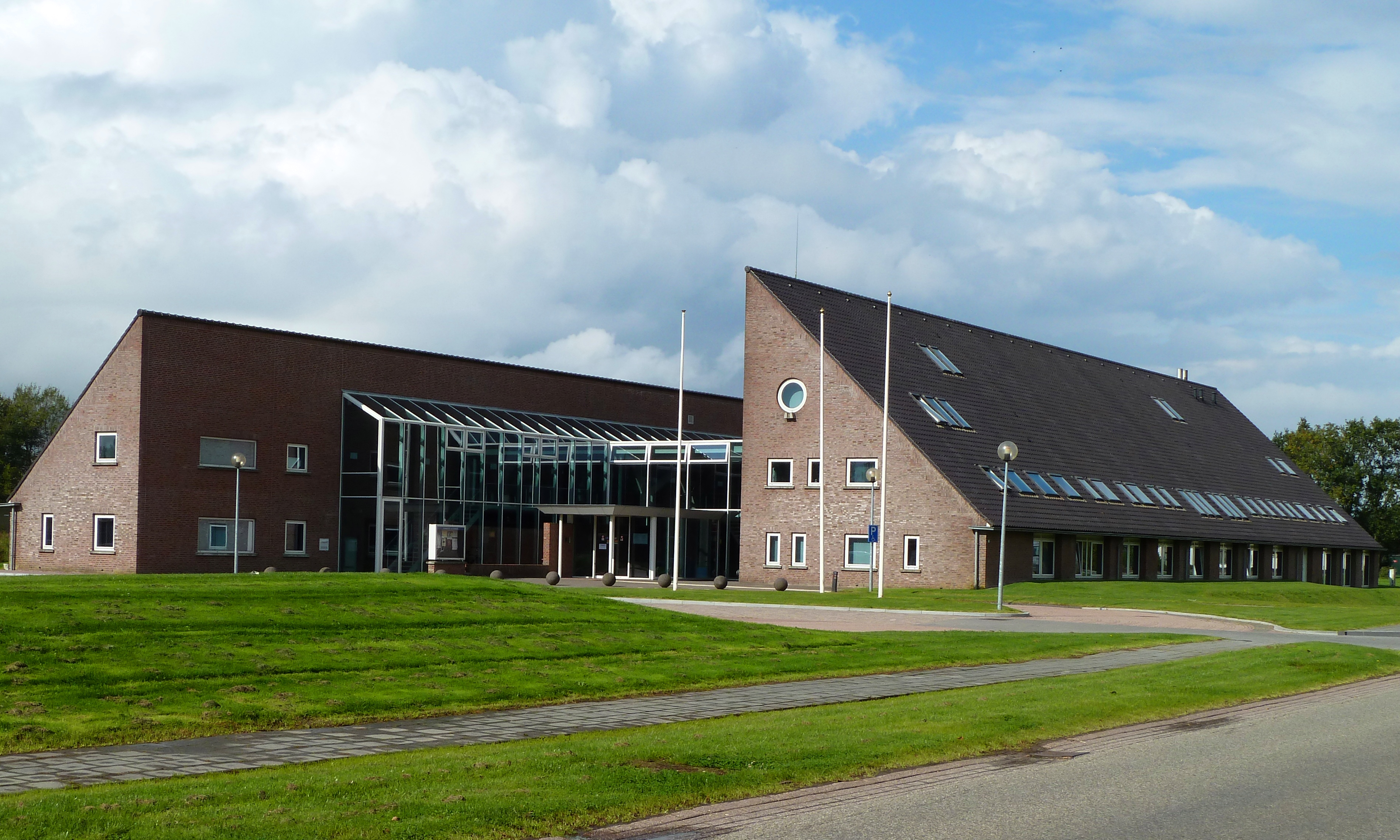
Приміщення колишньої мерії